# Rödmyråsen
Rödmyråsen este o arie protejată (arie specială de conservare — SAC, sit de importanță comunitară — SCI) din Suedia întinsă pe o suprafață de 19,8 ha, integral pe uscat.

## Localizare
Centrul sitului Rödmyråsen este situat la coordonatele 62°12′54″N 16°44′44″E / 62.215°N 16.7456°E.

## Înființare
Situl Rödmyråsen a fost declarat sit de importanță comunitară în decembrie 1995 pentru a proteja un număr necunoscut de specii din flora spontană și fauna sălbatică aflate în arealul zonei. Situl a fost protejat și ca arie specială de conservare în martie 2011.

## Biodiversitate
Situată în ecoregiunea boreală, aria protejată conține 1 habitat natural: Taiga vestică.
La baza desemnării sitului se află un număr nedeclarat de specii protejate.